# 内水融
内水 融（うちみず とおる、1975年〈昭和50年〉7月30日 - ）は、日本の漫画家。埼玉県出身。流通経済大学付属柏高等学校、獨協大学経済学部卒業。かつては集英社発行の誌上にて作品を発表していた。妻は漫画家の津々巳あや。

## 来歴
2000年（平成12年）、『善妖記』で第46回（5月期）天下一漫画賞 審査員特別賞（審査員：ほったゆみ）を受賞し、同年末に『赤マルジャンプ』（集英社）2001 WINTERに掲載された『POT MAN』でデビューを果たす。その後『赤マルジャンプ』誌上にて2本の読切を掲載し、2003年（平成15年）、『週刊少年ジャンプ』（以下『WJ』）41号より開始された『戦国乱破伝サソリ』で連載デビュー。同作は新連載の第1弾作品として発表され、本誌初掲載にして連載デビューと言う思い切った好待遇を受けるが、人気は震わず12回での連載終了となる。続いて、『WJ』2004年25号に、読切『賈允-KAIN-』を掲載。これをプロトタイプとして『WJ』2005年24号より『カイン』の連載を開始するが、同作も人気は震わず19回で連載終了となる。その後、『WJ』2006年6・7合併号に読切『FOREST』を、『赤マルジャンプ』2006 SUMMERに読切『DISPENSER』を発表。『WJ』2007年19号に掲載された読切『アスクレピオス』をプロトタイプとした『アスクレピオス』の連載を『WJ』2008年43号より開始するが、またしても19回で連載終了となった。
2010年（平成22年）5月、『ジャンプSQ.19』（集英社）創刊号より『アグリッパ -AGRIPPA-』の連載を開始する。
2011年（平成23年）1月、『ミラクルジャンプ』（集英社）創刊号に『豺狼 -ヤマイヌ-』を掲載。青年誌へ進出するとともに、初の現代日本を舞台にした作品を発表する。
2013年（平成25年）9月、『Eleganceイブ』増刊『もっと!』（秋田書店）vol.4より『コールド・ケース』の連載を開始する。女性漫画雑誌へ進出するとともに、初めて原案（石井光太）を付け、サイコスリラーの要素を取り入れた作品を発表する。
2014年（平成26年）6月、『Eleganceイブ』増刊『もっと!』vol.7より『HELP』の連載を開始するが、雑誌休刊のため、11月より『チャンピオンクロス』（秋田書店）に移籍、『サエイズム』に改題し2016年7月26日まで連載された。

## 作品リスト
太字は連載作品。特に表記のないものは、集英社より刊行。

- POT MAN（『赤マルジャンプ』2001 WINTER）
- ガリアのヴェル（『赤マルジャンプ』2001WINTER） - 『戦国乱破伝サソリ』1巻に併録。
- 詭道の人（『赤マルジャンプ』2003 SPRING） - 『戦国乱破伝サソリ』2巻に併録。
- 戦国乱破伝サソリ（『週刊少年ジャンプ』2003年41号 - 52号）全2巻
- 賈允-KAIN-（『週刊少年ジャンプ』2004年25号） - 『カイン』2巻に併録。
- カイン（『週刊少年ジャンプ』2005年24号 - 43号）全3巻
- FOREST（『週刊少年ジャンプ』2006年6・7合併号） - 『カイン』3巻に併録。
- DISPENSER（『赤マルジャンプ』2006 SUMMER） - 『アスクレピオス』3巻に併録。
- アスクレピオス（『週刊少年ジャンプ』2007年19号） - 『アスクレピオス』3巻に併録。
- アスクレピオス（『週刊少年ジャンプ』2008年43号 - 2009年11号）全3巻
- アグリッパ -AGRIPPA-（『ジャンプSQ.19』2010年6月号 - 2012年7月号、Web連載2012年11月 - 2013年02月、）全4巻
- 豺狼 -ヤマイヌ-（『ミラクルジャンプ』No.01、『ヤングジャンプ』2011年45・46号）
- シガーマン（『月刊ビッグガンガン』（スクウェア・エニックス）2013年vol.5）
- コールド・ケース（『もっと!』（秋田書店）2013年vol.4 - 2014年vol.6） - 原案：石井光太。
- OYAJI（『ヤングガンガン』（スクウェア・エニックス）2013年24号）
- HELP→サエイズム（『もっと!』（秋田書店）2014年vol.7 - vol.8、『チャンピオンクロス』（秋田書店） 2014年11月11日 - 2016年7月26日）既刊16巻[3]
  - サエイズム Second Season（『チャンピオンクロス』2018年5月22日 - 2018年6月26日、『マンガクロス』2018年7月10日 - ）
- マシラ -殺戮の村-（『チャンピオンクロス』（秋田書店）2017年2月28日 - 休載中）既刊2巻

## 人物
- 単行本などに描かれている自画像は大きな耳と数本の髪の毛が描かれた簡単な顔になっている。また、作者コメントでは「自画像のような顔ではないと驚かれる」とコメントしたことがある[4]。
- 大石浩二と仲が良く、大石の作品『メゾン・ド・ペンギン』の単行本[5]でコラボ企画を行なったり、本誌目次ページの作者コメント欄で大石と会話をしたこともある[6]。また、『アグリッパ』1巻の帯には大石の作品『いぬまるだしっ』のいぬまるくんが表裏ともに登場している。

## 師匠
- 矢吹健太朗[7]
- にわのまこと[8]

## アシスタント
- 天野洋一[9]